# 常騰

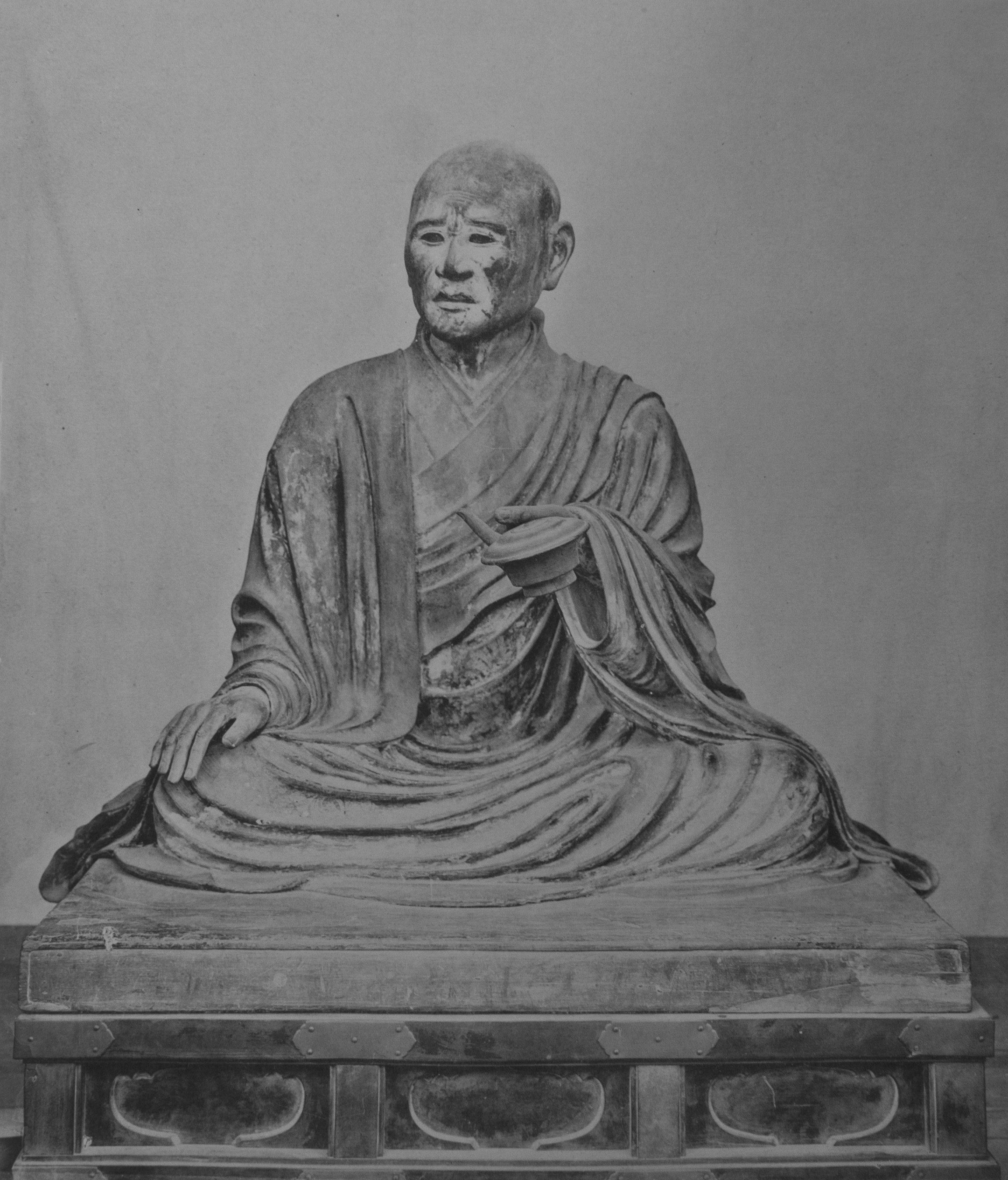
伝常騰像 (興福寺)

常騰（じょうとう、天平12年（740年） - 弘仁6年9月4日（815年10月9日））は、奈良時代から平安時代前期にのちのかけての僧。俗姓は高橋氏。のちの京都の出身。
大安寺の学僧となった後、興福寺で永厳（ようげん）に師事して法相教学を学び、その後奈良西大寺に移った。803年（延暦22年）梵釈寺別当と崇福寺検校を兼任し、805年（延暦24年）6月には律師、9月には少僧都に任じられた。教理の研究に秀で、63巻の経論に注釈を加えたとされる。